# Herz und Mund und Tat und Leben

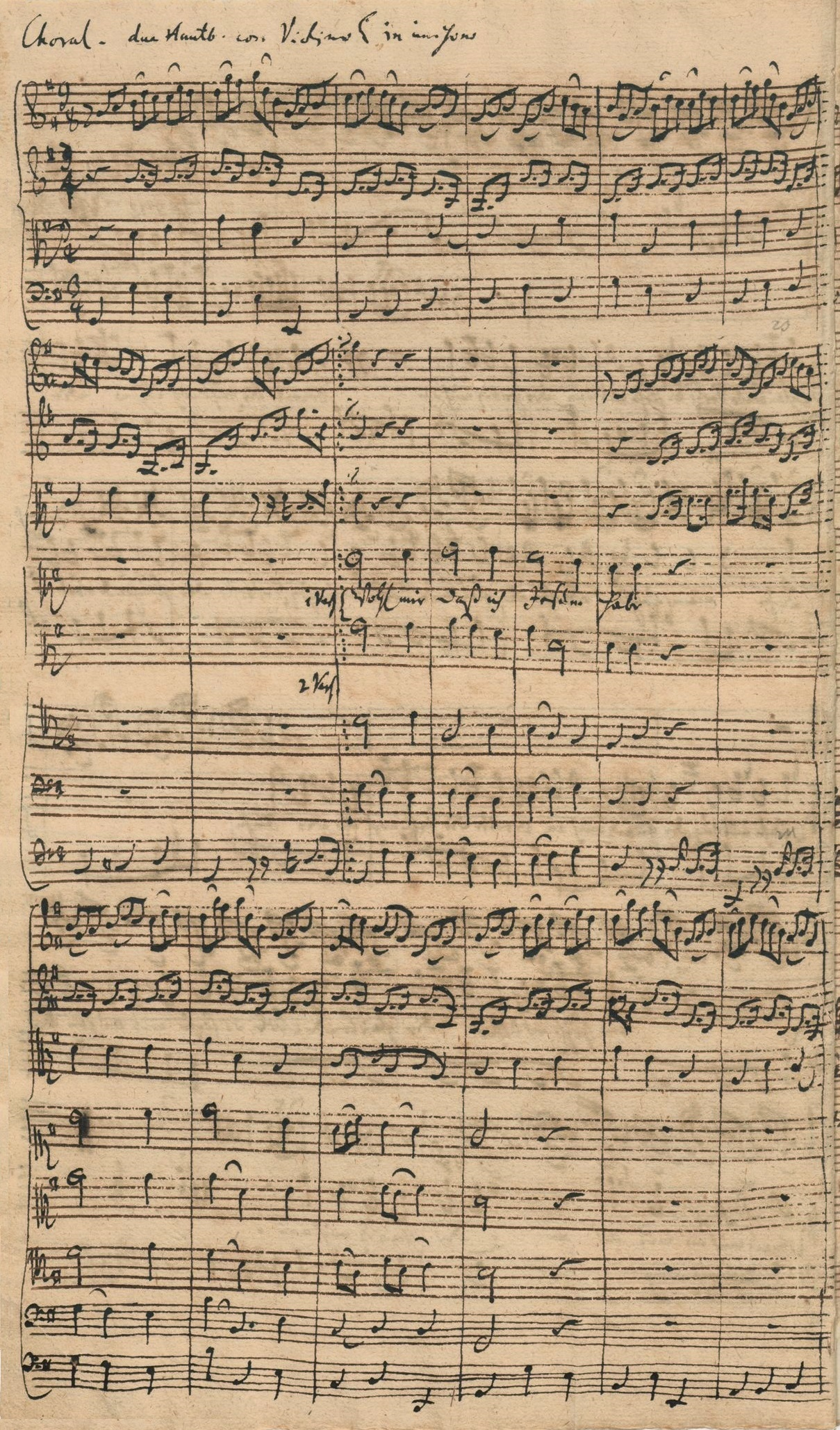
Autograph des 6. Satzes

Herz und Mund und Tat und Leben ist der Titel von zwei Kirchen-Kantaten von Johann Sebastian Bach. Er komponierte ursprünglich in Weimar eine Kantate für den 4. Advent 1716 (Bach-Werke-Verzeichnis BWV 147a) und erweiterte sie 1723 in Leipzig für das Fest Mariä Heimsuchung (BWV 147).

## Entstehung
In ihrer heute bekannten Form wurde die Kantate für den 2. Juli 1723 geschaffen, das Fest Mariä Heimsuchung. Sie gehört zum ersten Jahrgang von Bachs Kantaten in Leipzig. Die Kantate basiert auf einer älteren Kantate Bachs (BWV 147a aus dem Jahre 1716), von der nur der Text erhalten ist. Es ist offen, ob Bach die Komposition dieser Urfassung überhaupt vollendet bzw. aufgeführt hat. Die Weimarer Vorlage wurde von Bach in Leipzig umgearbeitet und stark erweitert. Die ursprüngliche Dichtung von Salomon Franck wurde in die Leipziger Fassung übernommen; die Schlusschoräle aus der Leipziger Fassung (Sätze 6 und 10) sind die Strophen 6 und 17 von Martin Jahns Choral Jesu, meiner Seelen Wonne (1661 oder 1668) mit der Melodie Werde munter, mein Gemüte von Johann Schop.

## Thematik
Der für den Advent geschriebene Text Francks wurde in der Leipziger Fassung von Bach auf das Marienfest übertragen, da in Leipzig im Advent tempus clausum herrschte und nur am 1. Adventssonntag Kantatenmusik aufgeführt werden durfte.
Das zentrale Thema ist das öffentliche Bekenntnis zu Gott und Jesus. Während die ursprüngliche Textfassung von 1716 das Bekennen auf die Person Johannes des Täufers bezieht, übertragen die später hinzugefügten Textteile diese Bedeutung auf Maria und ihr Magnificat (Evangelium am 2. Juli) als Vorbild für die anwesende Gemeinde. Auf den Inhalt des Magnificat nimmt besonders das Rezitativ (4. Satz) Bezug.

## Aufbau

### Leipziger Fassung (BWV 147)
Formal besteht die zehnsätzige Kantate aus zwei Teilen, die vor und nach der Predigt aufgeführt wurden und mit einem identischen Chorsatz (siehe unten), einer Choralbearbeitung, abschließen.
Erster Teil
1. Coro (Tr, Ob I/II, Vl I/II, Va, Bc): Herz und Mund und Tat und Leben
2. Recitativo T (Vl I/II, Va, Bc): Gebenedeiter Mund
3. Aria A (Oa, Bc): Schäme dich, o Seele, nicht
4. Recitativo B (Bc): Verstockung kann Gewaltige verblenden
5. Aria S (Vs, Bc): Bereite dir, Jesu, noch itzo die Bahn
6. Choral (Tr, Ob I/II, Vl I/II, Va, Bc): Wohl mir, dass ich Jesum habe

Zweiter Teil
1. Aria T (Bc): Hilf, Jesu, hilf, dass ich auch dich bekenne
2. Recitativo A (Oc I/II, Bc): Der höchsten Allmacht Wunderhand
3. Aria B (Tr, Ob I/II, Vl I/II, Va, Bc): Ich will von Jesu Wundern singen
4. Choral (Tr, Ob I/II, Vl I/II, Va, Bc): Jesus bleibet meine Freude

### Weimarer Fassung (BWV 147a)
1. Coro: Herz und Mund und Tat und Leben
2. Aria A: Schäme dich, o Seele, nicht
3. Aria T: Hilf, Jesu, hilf, dass ich auch dich bekenne
4. Aria S: Bereite dir, Jesu, noch heute die Bahn
5. Aria B: Lass mich der Rufer Stimme hören
6. Choral: Dein Wort lass mich bekennen

## Besetzung (Leipzig)
- Gesangsstimmen: Sopran, Alt, Tenor, Bass, alle sowohl als Tutti als auch mit solistischen Aufgaben
- Orchester: Tromba, Oboe I/II (auch als Oboe d’amore und Oboe da caccia I/II), Violine I/II, Viola, Basso continuo mit Fagott

## Besonderheiten
Das Werk gehört zu den beliebten und relativ häufig aufgeführten Bachkantaten. Im aufwändigen Eingangschor unterstreicht eine Solotrompete virtuos den festlichen Charakter des Stückes. Die beiden Schlusschoräle des ersten und zweiten Teils Wohl mir, daß ich Jesum habe und Jesus bleibet meine Freude werden durch eine triolische Streichermelodie umrahmt und gehören zu den international beliebtesten Kompositionen Bachs, nicht zuletzt durch zahlreiche Bearbeitungen und Aufführungen im 20. Jahrhundert, wie etwa durch die Pianisten Myra Hess und Dinu Lipatti.
Eine Rock-Version von Apollo 100 schaffte es 1972 unter dem Titel Joy auf Platz 6 der US-Charts.
Die Kantate war untertitelgebend für den Dokumentarfilm Die Thomaner – Herz und Mund und Tat und Leben von Paul Smaczny und Günter Atteln aus dem Jahr 2012.